# Newcastle-under-Lyme (borough)
Newcastle-under-Lyme è un distretto con status di borough dello Staffordshire, Inghilterra, Regno Unito, con sede nella città omonima.
Il distretto fu creato con il Local Government Act 1972, il 1º aprile 1974 dalla fusione del municipal borough di Newcastle-under-Lyme con il distretto urbano di Kidsgrove ed il distretto rurale di Newcastle-under-Lyme.

## Parrocchie civili
Le parrocchie, che non coprono l'area del capoluogo, sono:
- Audley Rural
- Balterley
- Betley
- Chapel and Hill Chorlton
- Keele
- Kidsgrove
- Loggerheads
- Madeley
- Maer
- Silverdale
- Whitmore (Staffordshire)